# 毀滅大作戰
《毀滅大作戰》（英語：Rampage）是一部於2018年上映的美國動作冒險怪獸電影，由布拉德·佩頓執導，輕度改編自1980年代由Midway Games出品的《怪獸大破壞》。主演包括巨石強森、娜奥米·哈里斯、瑪琳·艾珂曼、喬·曼根尼羅、傑克·拉齊、瑪莉·雪登和傑佛瑞·狄恩·摩根。主要拍攝於2017年4月在芝加哥開始進行。《毀滅大作戰》由新線影業製作，並被華納兄弟定於2018年4月13日於上映（含RealD 3D和IMAX 3D）。

## 劇情
人類在1993年開發出基因編輯技術CRISPR來用於治療致命疾病的方面；但是因不法分子濫用此技術，於是在2016年被美國情報體系給勒令禁止所有相關研究。如今有一家不法企業的「基因能源公司」（Energyne）仍然秘密將CRISPR用於基因工程方面在大氣層外的空間站「雅典娜一號」（Athena-1）裡著手「毀滅計劃」（Project Rampage）。當一隻實驗老鼠因服用公司開發出的病原體後突變成一隻攻擊性極強的變種老鼠殺害所有的研究員。空間站僅倖存的研究員凱莉·艾特金斯將三個病原體樣本帶回逃生艙後撤離出去，但在進入大氣層期間因窗戶破損而命喪於逃生艙燃盡。造成三個樣本隨著爆炸分散自此掉落至美國各地，其中兩個分別墜至佛羅里達大沼澤地和懷俄明州森林中導致一隻美洲鱷和一隻紅狼接觸病原體後開始分別產生突變。
最後一個樣本落至聖地亞哥靈長類動物園的猩猩展區，使一隻白化大猩猩「喬治」（George）接觸後受到感染。隔天，動物園的靈長類動物學家戴維斯·奧柯耶發現他在非洲期間從盜獵者的手中救出並且養大的喬治因為病原體接觸而體形和野性開始增大。他開始想辦法治療喬治時遇到一位自願來協助自己的基因工程學家凱特·考德威爾。凱特表示造出此病原體的基因能源公司有能力製出解藥。但此時喬治的脾氣變得更加火爆而衝出籠子跑到動物園外後被政府派遣的軍隊使用鎮靜劑給抓獲。領導軍隊的特務哈維·羅素將維護喬治的戴維斯和凱特搭上美國空軍運輸機運至總部以做進一步隔離和調查。
在芝加哥引發這起意外事件的能源公司的執行長姐弟克萊兒和布瑞特·維登為了不讓嚴重事態散播出去，他們派出以伯克為首的私人軍隊前往懷俄明去抓捕一隻變種的紅狼「雷夫」（Ralph）。但是雷夫的野性程度讓伯克的隊伍因此全軍覆沒之下，兩人決定通過他們的公司大廈頂樓的大型無線電發出電磁波想將所有變種動物給引過來讓軍方將牠們給一網打盡。結果導致喬治在運送期間受到電磁波的影響而逃出籠子，然後大肆破壞導致運輸機開始墜落，戴維斯和凱特在最後一刻救出羅素然後搭著降落傘跳機逃過一劫，跟著運輸機墜毀卻仍然生還的喬治則是逃離現場加入雷夫奔至芝加哥。
等待救援時，凱特見瞞不下去而跟戴維斯坦白出她其實是五年前被能源公司解僱的前任科學家，剛開始她想要運用CRISPR試圖挽救自己患病的弟弟，可是在發現維登姐弟的不法實驗後決定要揭發一切，可是卻因被克萊兒給陷害而入獄十三個月，讓自己無法有機會去向她因病過世的弟弟跟他做出最後的道別，她自此發誓絕對不會放過克萊兒。
戴維斯跟凱特解釋他曾在世界各地去阻止盜獵者獵捕瀕危野生動物的期間說明他跟喬治的相遇經過，戴維斯講解他有一次在非洲的某個國家發現喬治目睹牠的親人被盜獵者給殘忍殺害，唯有自己躲進盜獵者的車子底下逃過一劫的情景，由於知道喬治在當時太年幼完全無法獨立生存的情況下，所以他在討伐完盜獵者後就順便帶走喬治並且撫養牠長大。
凱特堅持跟戴維斯去拯救喬治來挽救一切，然後徹底揭發維登姐弟兩人的罪行；他們在到達軍方駐守地說服軍官提早疏散芝加哥所有的市民不成後決定開走一架直升機趕往芝加哥，而羅素偷偷給凱特與戴維斯一個直升機鑰匙和衛星電話藉以答謝救命之恩。在軍方所有的阻攔行動均以失敗後，喬治和雷夫闖入芝加哥四處破壞，原本美國空軍派出的攻擊機能夠擊斃牠們；但是第三隻變種美洲鱷「莉茲」（Lizzie）從湖中到達芝加哥造成許多逃難的市民和軍方傷亡均慘重。為了阻止變種動物讓傷亡持續擴大的戴維斯和凱特闖進公司大廈的實驗室拿走足以讓喬治恢復理性的解藥；但是克萊兒和布瑞特要搭私人直升機逃走時拿走解藥與槍傷戴維斯與要脅凱特至樓頂。恰巧喬治這時剛好爬至樓頂讓布瑞特嚇得落荒後逃拋下克萊兒，就在凱特遇險時所幸戴維斯即使趕到並且救下她，為了讓喬治恢復理智幫忙阻止失控的雷夫和莉茲繼續大肆破壞芝加哥，凱特便將她給藏匿的解藥放入克萊兒的手包然後將克萊兒給推入喬治的手中讓她被吃掉。布瑞特則是驚慌失措的逃到一樓門口，跟到達現場的羅素交換出有犯罪證據的筆電後走出門口的一瞬間被碎石給砸中身亡。
三隻變種動物同時攀爬期間摧毀無線電讓大廈結構嚴重受損而瞬間倒塌，戴維斯和凱特沒來得及等到解藥生效時不得不坐上失去尾翼的克萊兒私人直升機跟著大廈一起墜落後迫降至大街上。喬治因解藥的生效恢復理性期間和戴維斯聯手阻止失控的雷夫和莉茲，而凱特找到羅素叫他對軍方打電話中止迎面而來的隱形轟炸機的炸彈空襲。雷夫和莉茲的強大力量讓戴維斯和喬治陷入苦戰，但喬治還是機智地將雷夫引至莉茲的方向，使牠在狗咬狗之下被莉茲給咬殺。而莉茲咬斷雷夫的首級的期間攻擊戴維斯時一度讓喬治被鋼筋給刺穿胸口，但在戴維斯用盡全力用一架被擊落的直升機的子彈與飛彈不停地掃射莉茲替喬治爭取時間，終於讓喬治用鋼筋刺穿莉茲的眼部後徹底消滅掉牠。
危機解除後，軍方在羅素的勸說下終於取消空襲，喬治雖然體力用盡不過牠依然活下來，凱特與戴維斯看到喬治還活著對此非常很高興，羅素向凱特與戴維斯表達謝意，他們決定幫喬治找尋牠真正的歸宿的期間去拯救其他被困在樓上的倖存市民們。

## 演員
| 演員                                 | 角色                            | 備註 |
| 巨石強森 Dwayne Johnson              | 戴維斯·奧柯耶 Davis Okoye       | 前美國陸軍特種部隊兼動物學家，曾在亞洲至非洲等多國家執行過反盜獵的工作，對動物富有強大愛心，親手將白化猩猩喬治給撫養長大。                                                                                                 |
| 娜奥米·哈里斯 Naomie Harris          | 凱特·考德威爾 Dr. Kate Caldwell | 前任基因科學家，五年前受僱於基因能源公司，卻被克萊兒給陷害入獄，之後開始和戴維斯聯手阻止變種動物的同時舉發維登姐弟的種種罪行。                                                                                             |
| 瑪琳·艾珂曼 Malin Åkerman            | 克萊兒·維登 Claire Wyden        | 基因能源公司的執行長兼毀滅計劃的實施者，布瑞特的姐姐，總是視錢如命、極為冷血與無情，在變種動物引發多數傷亡事件後想盡辦法掩蓋真相。                                                                                         |
| 傑佛瑞·狄恩·摩根 Jeffrey Dean Morgan | 哈維·羅素 Harvey Russell        | 美國政府特務，自稱由「其他政府部門」所指派，待人有一副牛仔風範，調查喬治的失控案件時認識戴維斯和凱特，在危機發生時被戴維斯與凱特所救，決定幫助他們到基因能源公司拿到解藥來挽救一切。                                       |
| 傑克·拉齊 Jake Lacy                  | 布瑞特·維登 Brett Wyden         | 克萊兒的弟弟，待人神經質，同身為基因能源公司的執行長，比起利益更在乎自己的性命安全。 |
| 喬·曼根尼羅 Joe Manganiello          | 伯克 Burke                      | 私人軍事服務公司首領，具有實力和經驗，受僱於維登姐弟而幫他們抓捕變種的紅狼雷夫。 |
| 瑪莉·雪登 Marley Shelton             | 凱莉·艾特金斯 Dr. Kerry Atkins  | 女科學家兼宇航員，在雅典娜一號上著手毀滅計劃，空間站受襲後成為唯一倖存者，在逃生時因進入大氣層期間因窗戶破損而命喪於逃生艙燃盡。由於生前持有三個病原體樣本，導致樣本在逃生艙爆炸中掉落至美國各地，引發變種動物事件的開端。 |
| P·J·拜恩 P. J. Byrne                 | 奈森 Nelson                     | 動物園的科學家，戴維斯的朋友和搭檔。 |
| 傑克·奎德 Jack Quaid                 | 康納 Connor                     | 新來動物園不久的飼養人員，因為缺乏經驗而容易被動物驚嚇。 |
| 布萊安·希爾 Breanne Hill             | 艾美 Amy                        | 新來動物園不久的女實習生。 |
| 狄米崔烏斯·葛羅斯 Demetrius Grosse   | 布雷克上校 Colonel Blake        | 美軍上校，負責指揮變種動物的打擊行動。 |
| 麥特 .デイモン Matt Gerald           | 查米特 Zammit                   | 伯克的部下之一。 |
| 烏利亞·菲柏 Urijah Faber             | 蓋瑞克 Garrick                  | 伯克的部下之一。 |
| 李威尹 Will Yun Lee                  | 朴探員 Agent Park               | 聯邦調查局的探員，負責調查基因能源公司的不法實驗。 |

## 製作
華納兄弟以3300萬美元收購Midway Games後，於2009年獲得了1986年電子遊戲《怪獸大破壞》的電影改編權。該項目於2011年11月對外宣布，約翰·李卡德將擔任監製。2015年6月，Deadline報導，巨石強森被選為電影的主演，波·弗林將擔任監製，而片商也正在尋求導演人選，並預計於2016年中開始製作。7月，據報導，新線影業正在與布拉德·佩頓會談，以執導電影。確認執導的佩頓在後來表示，這部片「會變得更加情緒化、更加可怕，並且比你期望的更加真實。」

### 拍攝
主要拍攝在2017年4月17日位於芝加哥伊利諾州進行。

## 發行
《毀滅大作戰》原定於2018年4月20日上映，後提前至2018年4月13日上映，並由新線影業發行。

### 評價
在爛番茄上，根據285條評論，該片獲得51%的新鮮度，平均得分為5.2/ 10；該網站共識：「《毀滅大作戰》並不如原作那麼有趣，但電影純粹放棄糖化的按鈕以可能會滿足觀眾對無腦大片的心情。」而在Metacritic上則獲得了45分（滿分100）。據CinemaScore調查，觀眾的評價在A+至F間落於「A-」；而據PostTrak調查，成人和兒童觀眾整體分別給了該片90%和86%的高分。

### 票房
在美國和加拿大，《毀滅大作戰》與《真心話大冒險》、及擴大放映的《犬之島》同天上映並競爭，外界預估《毀滅大作戰》在首週能從3950間戲院中獲得3500萬至4000萬美元的票房。該片在第一天就獲得了1150萬美元（包括週四晚上的240萬美元），週六為1390萬美元，週末總計為3450萬美元，並位居於當週冠軍。該片和強森主演的許多電影一樣，觀影的人種也多樣化，其中43%是高加索人、21%是西班牙裔、19%是非洲裔美國人、14%是亞洲人。
在國際市場上，《毀滅大作戰》在與北美同天於41個市場上映，並在首兩天獲得了2540萬美元的票房。在中國的第一天就獲得了1570萬美元，這是華納兄弟電影史上在此的第三高成績。該片在61個國家中的首週獲得了1.141億美元（全球總額為1.486億美元）。它的主要市場為中國（5500萬美元）、英國（570萬美元）、韓國（570萬美元）、墨西哥（480萬美元）和馬來西亞（350萬美元）。
台灣方面，首週四天票房為新台幣5644萬元；次週票房累計至新台幣1.02億元；第三週票房累計至新台幣1.18億元；第四週票房累計至新台幣1.28億元；最終全台票房為新台幣1.36億元。
| 上一届： 《噤界》      | 2018年美國週末票房冠軍 第15週        | 下一届： 《噤界》                  |
| 上一届： 《頭號玩家》  | 2018年中国内地一周票房冠军 第15-16週 | 下一届： 《後來的我們》            |
| 上一届： 《一級玩家》  | 2018年台北週末票房冠軍 第15週        | 下一届： 《一級玩家》              |
| 上一届： 《挑戰者1號》 | 2018年香港一週票房冠軍 第15-16週     | 下一届： 《復仇者聯盟3：無限之戰》 |